# Adinandra plagiobasis
Adinandra plagiobasis är en tvåhjärtbladig växtart som beskrevs av Airy-shaw. Adinandra plagiobasis ingår i släktet Adinandra och familjen Pentaphylacaceae. Inga underarter finns listade i Catalogue of Life.